# Mellervangskolen
Mellervangskolen er en skole i Aalborg kommune.

## Baggrund
I Nr. Tranders sognekommune fandtes fire små landsbyskoler: Frydendal skole, Nr. Tranders skole, Øster Sundby skole og Øster Uttrup skole. Af de tre små skoler i den østlige del af Nr. Tranders kommune var Øster Sundby skole den største. Omkring 1940 havde de alle færre end 100 elever, og de fik i meget begrænset omfang del i befolkningstilvæksten i området.
Allerede i begyndelsen af 1920'erne mente man, at landsbyskolerne i Nr. Tranders, Øster Uttrup og i Øster Sundby var utidssvarende.

## Historie
I 1950 blev Nr. Tranders sognekommune sammenlagt med Aalborg Købstadskommune, og det indgik som en del af aftalen for denne kommunesammenlægning, at der skulle opføres en ny centralskole til afløsning for de små landsbyskoler.
Når Centralskolen i Mjel først blev indviet i 1951, skyldtes det først og fremmest 2. verdenskrig. Besættelsen lagde en dæmper på al økonomisk aktivitet. Industriudviklingen stagnerede, og vandringen fra land til by aftog i en periode. Næsten alt byggeri – også skolebyggeriet – gik i stå under og umiddelbart efter krigen.
Disse omstændigheder betød, at den skole- og elevkoncentration med centralskoler 1937-skoleloven lagde op til, kun lod sig realisere meget langsomt. I begyndelsen af 1950'erne var der opført centralskoler i ca. 20% af landkommunerne, men mange flere var på vej.

## Nødvendige navneforandringer
Centralskolen i Mjel var efterhånden ikke tilfreds med at være udstyret med en slags fællesnavn. Man ville have papir på Centralskolens egen identitet. Centralskolen fik derfor pga. sin beliggenhed ved Østersundbyvej (nu Øster Uttrupvej) i 1963 navneforandring til Østersundbyvejens skole. Pga. ændret vejføring blev det i 1975 atter nødvendigt med et nyt navn til skolen, nemlig Mellervangskolen. Navnet skyldes skolens beliggenhed – rent historisk – på Mellervangen.

## Elevtal
Centralskolen var bygget til henved 225 elever. Af Centralskolens årsberetning for 1951 fremgår det, at der var 229 elever, syv lærere og skoleinspektøren.
Ti år senere – i 1961 – var der ud over skoleinspektøren 14 lærere. Elevtallet var vokset til 327. Centralskolen var i mellemtiden blevet udvidet med en realafdeling på baggrund af skoleloven af 1958. Realafdelingens oprettelse styrkede i høj grad skolens anseelse.
1950'erne er karakteriseret ved, at de såkaldte store årgange, børn født under og lige efter krigen, blev skolemodne. Det betød nærmest kaotiske forhold ved flere skoler under Aalborg kommunale Skolevæsen, især i Vestbyen. Fra midten af 1960'erne begyndte skolens elevtal at stige voldsomt. I 1960'erne blev skolen udbygget med faglokaler ved Øster Uttrupvej, den utidssvarende sokkelløse og kakkelovnsfyrede pedelbolig blev revet ned, og der blev opført en ny.
Den 11. marts 1977 blev Mellervangskolen officielt indviet. Mellervanghallen, faglokaler, småbørnsfløjen og mediatek var allerede taget i brug. En barakbygning i skolegården, som havde været med til at løse akutte pladsproblemer, da elevtallet var oppe på ca. 1050, blev flyttet bort fra skolens område.
Antallet af elever på Mellervangskolen var i 2017 402 elever.

## Medieomtale
Mellervangskolen i Aalborg Øst har så store problemer med arbejdsmiljøet, at lærerne kan blive syge af det, skrev Nordjyske Stiftstidende. De risikerer stress og sygdomme som angst, depression, hjerte-kar-sygdomme og udbrændthed, advarer Arbejdstilsynet, som har givet skolen en frist til 8. juni 2009 til at forebygge "følelsesmæssige belastninger" for skolens lærere.
Op mod en tredjedel af skolens elever udviser "grænseoverskridende adfærd" mod lærerne ifølge en rapport fra Arbejdstilsynet. Det kan være alt lige fra at råbe af lærerne til korporlig vold som at sparke lærerne eller smække en dør i hovedet på dem.
En undersøgelse fra Aalborg Lærerforening viser, at omkring hver anden lærer i Aalborg Kommune mener, at elevernes opførsel er særligt belastende, siger TV 2.

## Musik
Mellervangskolen stod i slutningen af 1970'erne og begyndelsen af 80'erne bag en række musikalbums, indspillet af Mellervang Koret og med musik af Niels Drevsholt; blandt andre Dannys Drøm.